# それってパクリじゃないですか? 〜新米知的財産部員のお仕事〜
『それってパクリじゃないですか? 〜新米知的財産部員のお仕事〜』（それってパクリじゃないですか しんまいちてきざいさんぶいんのおしごと）は、奥乃桜子による日本の小説シリーズ。2019年から集英社オレンジ文庫より全4巻が刊行された。イラストはU35が担当している。
2023年4月期に日本テレビ系列でテレビドラマ化された。

## あらすじ
群馬の中堅飲料メーカー「月夜野ドリンク」の社員､藤崎亜季は､知的財産権の管理業務を担当する「知的財産部」に異動になる｡藤崎亜季は､仕事のトラブルを知的財産部の上司の北脇雅美と解決していく｡

## 登場人物
藤崎亜季（ふじさき あき）
主人公。群馬の中堅飲料メーカー「月夜野ドリンク」の社員。製品開発部から知的財産部に異動となる。
北脇雅美（きたわき まさよし）
親会社から出向してきた知的財産部での亜季の上司。弁理士資格を持つ、知財の専門家。
根岸ゆみ（ねぎし ゆみ）
亜季の高校時代からの親友。服飾系の専門学校を出ており、現在は父親が営むカフェ「ふわフラワー」の手伝いをしながら、自ら立ち上げた鞄のブランド「ふてぶてリリイ」を展開している。
柚木さやか（ゆずき さやか）
「月夜野ドリンク」製品開発部の社員。亜季の先輩。
五木耕司（いつき こうじ）
「月夜野ドリンク」総務部の社員。亜季の思い人。

## 書誌情報
- 奥乃桜子（著） / U35（イラスト）『それってパクリじゃないですか? 〜新米知的財産部員のお仕事〜』 集英社〈集英社オレンジ文庫〉、全4巻
  1. 2019年10月18日発売[1]、ISBN 978-4-08-680280-2
  2. 2023年3月16日発売[3]、ISBN 978-4-08-680493-6
  3. 2023年9月19日発売[4]、ISBN 978-4-08-680518-6
  4. 2024年7月18日発売[5]、ISBN 978-4-08-680567-4

## 漫画
臼井ともみによるコミカライズ版がウェブコミック配信サイト『デジタルマーガレット』（集英社）にて、2023年4月4日から5月16日まで連載された。
- 奥乃桜子（原作）・U35（キャラクター原案）・臼井ともみ（漫画）『それってパクリじゃないですか? 新米知的財産部員のお仕事』 集英社〈マーガレットコミックス〉、2023年5月25日発売[9]、ISBN 978-4-08-844776-6

## テレビドラマ
『それってパクリじゃないですか?』のタイトルで、2023年4月12日から6月14日まで、日本テレビ系「水曜ドラマ」枠にて放送された。主演は芳根京子。
とある飲料メーカーで、開発中の飲料に関する重要な特許がライバル会社に奪われ、情報漏洩の疑いをかけられた開発部員と親会社からやってきた知的財産のプロである上司がバディを組み、奪われた特許を取り戻すため奮闘する様子が描かれる。

### あらすじ（テレビドラマ）
第1話
月夜野ドリンク開発部の藤崎亜季はボトルコーティングの特許（通称：キラキラボトル）をライバル会社・ハッピースマイルビバレッジに漏洩した嫌疑から開発業務から外される。親会社からやって来た弁理士資格を持つ北脇雅美は、亜季が「情報を漏らした」と証言し、ハッピースマイルによる冒認出願を主張するしか特許は取り戻せないと冷たく言い放つ。翌日、亜季は、嘘の証言はしたくないと役員会議で訴えると、北脇は月夜野とハッピースマイルのボトルの手触りの違いから、亜季が情報漏洩したと考えられるよりも以前に、既に漏洩していた可能性があると気づき、講演会で月夜野の社長・増田一朗がハッピースマイルの社員にキラキラボトルの試作品を見せていた映像を探し当てたと報告する。その映像から月夜野は特許権を取り戻し、亜季は開発業務に復帰できると安堵するが、知的財産部への異動を命じられ、出向してきた北脇と働くことになる。
第2話
月夜野ドリンクの看板商品「緑のお茶屋さん」に類似したチョコレート「緑のおチアイさん」が確認される。亜季は販売元の落合製菓の落合社長がお客様を喜ばせようとパロディ商品を作った事情を知り、見逃してもよいのではと考えるが、増田社長は商標侵害で提訴するよう指示を出す。そんな中、亜季の親友・根岸ゆみが展開するブランド・ふてぶてリリイが、先に商標登録したパリークから商標侵害で警告を受けたため、亜季は商標登録される以前に商品を扱っていた証拠を集めるようゆみに助言する。同じパクリ事案に異なる対応をとる亜季に、北脇は月夜野の開発者たちの熱意への想いが足りないと苦言を呈する。亜季は訴訟に持ち込まず問題を解決する方法はないか思案するが、北脇は地域貢献で地元から愛される落合製菓を提訴するのは、月夜野のイメージを損ねるリスクがあると訴え、落合製菓と「緑のお茶屋さん」のチョコレート作りのOEM（業務委託）を締結し、Win-Winの関係となり問題を解決する。
第3話
開発部長・高梨伊織が開発を主導した時間で味と色が変わる紅茶「カメレオンティー」の特許出願に、亜季は北脇から侵害予防調査を任される。そんな中、亜季が慕う先輩・柚木さやかが開発した、カフェへのプレゼンを控えるスムージーの製法に特許侵害があると判明する。亜季は侵害予防調査と並行し、柚木の特許侵害しない製法の開発を手伝うが、2つの仕事の両立は困難で、柚木から中途半端に手伝う姿勢を非難される。亜季たちは製法のヒントを求め材料提供する農園に出かけ、そこで振る舞われたライスミルクを用いたスムージーから、亜季は特許侵害を回避する出願方法を閃き、柚木はカフェでプレゼンするが、残念ながら不採用になる。柚木は高梨から「カメレオンティー」の開発を外されていたが、彼女にスムージー開発を任すためであったと明かされる。一方、亜季は侵害予防調査を終えるが、北脇により報告済で、今回は調査の練習だったと告げられ不信感を募らせる。そんな北脇に月夜野の特許を奪いに来たスパイとの噂が上がる。
第4話
ムーンナイトプロジェクト運営チームが発足し、亜季は縄文土器マニアのインフルエンサー・ドキドキ土器子がブームを起こした「ツキヨン」をプロジェクトのイメージキャラクターにする商標出願を担当する。亜季は土器子から応援を得るが、親会社である上毛高分子化学工業の知財部員・白瀬笑実から、親会社の新商品に使用するので出願中止するよう通達される。亜季は区分を分けた商標出願を親会社の担当に訴えると、そこに月夜野を不在にしていた北脇が現れ、月夜野の商品を販促ツールにするコラボ販売計画を提案したことで、両社で商標出願することになる。亜季は土器子からハッピースマイルも「ツキヨン」の商標登録を狙っていると連絡を受けるが、公共物の商標登録をためらい登録を見送ると、「ツキヨン」を自社の利益のために商標登録したとハッピースマイルが非難で大炎上し、結果的に月夜野を救う。そんな亜季に、北脇は同期の南祐樹の研究を守るため開発部員から弁理士に転身したと明かす。
第5話
「カメレオンティー」を告知するポスターで写真の無断転載が発覚する。また、開発部の窪地育哉が出願した甘酒の特許が拒絶され、亜季は写真の使用許可と、特許出願の2つの案件の調整に乗り出す。亜季と窪地は特許庁の審査官・有田仁美に特許の件を相談すると、学術的裏付けのデータ取りを、薬科大学の准教授である窪地の兄・政宗に協力を求めるよう助言され、彼を訪ねるが、協力を拒まれてしまう。また、ポスター写真の使用許可も、先方から100万円の使用料を要求され、調整に苦戦する。そんな亜季を見かねた北脇は、亜季に過保護すぎると注意した弁理士・又坂市代にばれぬようヒントを与え、実は月夜野の特許を無断使用していた個人ブロガーとクロスライセンス契約を結ばせ、写真の使用許可を得る。そして、「発酵」「醸造」からなる甘酒の特許に関し、裏付けの不要な「発酵」のみに分割出願することで問題を解決する。特許目当てでハッピースマイルから引き抜きを掛けられていた窪地は、特許が認められたことで先方に断りを入れ、月夜野で心機一転、開発に邁進する。
第6話
月夜野と松果大学が共同開発中の「ジュワっとフルーツ・スパークリング」の試飲会が開かれる。大学の院生・道重若菜は、2週間後に研究成果を学会で発表すると告げるが、発表すると特許の取得に必要な「新規性」が失われるため、特許出願まで発表を待ってほしいと北脇たちは説得する。しかし交渉は決裂し、大学から共同開発の打ち切りが申し入れられる。博士課程を修了する道重が助教として大学に残れるよう、学会発表の実績が必要な事情を知った亜季は2週間で特許を出願するしかないと考えるが、飲料の「独特の味わい」という曖昧なもので特許を取る方法に頭を悩ます。そんな亜季は北脇から「口当たりのヤバさ」という曖昧な指標を官能評価で数値化できれば、特許が認められるかもしれないと提案され、月夜野と松果大学はパネリストの評価をデータ化した資料を短期間で作成、特許出願が実現したことで、道重は無事、研究成果を発表できるようになる。
第7話
今宮食品から2千万円の特許の売込みが届き、取引先に「月夜野が特許侵害」と書かれたビラが配られ、抗議が殺到する。ビラが今宮食品の仕業かを探るため、亜季たちは彼らの青汁の試飲会に潜入すると、社長の今宮と彼の指南役・総合発明企画の芹沢が「特許取得」をアピールし購入を募っていた。しかし特許は青汁の梱包材の特許で、詐欺まがいの商売が判明する。「カメレオンティー」の販売を控え、トラブル回避に特許の買取を高梨は主張するが、特許を利用した企業・太陽新社に大学時代の先輩・中野誠司が騙された又坂は言いなりになると付け込まれると、それに反発する。一方、今宮食品の青汁を調査すると、青山製薬堂の死蔵特許への抵触が判明する。又坂は虚偽表示の罪、特許侵害を今宮に指摘すると、特許をありがたがる無知な人間が金になると開き直るが、青山製薬堂からの特許買取を明かされ、亜季の忍ばせた遠隔カメラで今宮の暴言を知った購入者たちが商品の返却と返金を訴えたため、今宮たちは退散する。又坂は会場で高梨の名前が書かれた太陽新社の資料を発見し動揺するが、芹沢から特許権侵害についての訴訟の通知が届く。
第8話
芹沢は今宮食品から買い取った「009特許」で月夜野を特許権侵害で訴え、穏便な解決を願う月夜野に1億円の和解金を要求する。芹沢は高梨が中野から特許を奪った太陽新社の元社員であった過去を語りだし、彼女が開発部長の月夜野は評判が落ちるのではと、暗に和解金に口止め料も含んでいると匂わす。和解金の支払いか、「009特許」に特許性がないと証明するかの二択を迫られた月夜野は、特許の無効化に必要な先行文献を探す道を選び、松果大学の小日向教授から15年前にイギリスの学会誌で先行文献となる論文を見たと有力情報を得る。月夜野は全社を挙げてその論文を探し回るが一向に見つからず、締切だけが迫り諦めムードが漂う。しかし「ビジネスに正義はない」が口癖の北脇が「時には正義があってもいい」と発奮し、ついに目的の論文を探し当てる。一方、中野と再会した又坂は、彼の証言から太陽新社時代に芹沢が弁理士の資格もないのに出願人名義変更届、手続補正書を提出し、名義人変更で特許を横取りしていた証拠を見つけ、芹沢の要求を跳ね返す。この結果、悪評から月夜野を守るため、退職を考えていた高梨は無事、月夜野に留まることとなる。
第9話
「カメレオンティー」の発売を控える月夜野に、人気イラストレーターのハナモが以前描いた「月夜ウサギ」のイラストを無断使用されたとSNSに投稿し、炎上状態となる。ハナモは月夜野を訪れ不満をぶつけ、契約上問題がないと説明されても納得いかない様子であったが、亜季から誠意ある説明を受けると、契約を読み間違っていたと引き上げる。問題が解決したと思ったのも束の間、ハッピースマイルから「カメレオンティー」が自社の特許を侵害していると警告書が届く。先行文献の見当たらない技術を敢えて営業秘密にする戦略を取った北脇は、その戦略が裏目に出て特許侵害を否定できず「カメレオンティー」の発表イベントは中止となり、事態を重く見た親会社は北脇を月夜野から引き揚げる。それでも販売できないかと粘る増田社長にハッピースマイルから販売中止の再警告が届き、亜季と知財部長の熊井崇は手打ちのため先方を訪問するが、北脇が敢えて特許出願しなかったことを田所が愚の骨頂とこき下ろしたことに熊井は憤り、北脇の判断を支持し、社員たちの商品開発に駆けた思いを無碍にしたくないと、特許侵害で訴えられたことに受けて立つと啖呵を切る。交渉決裂で帰社しようとする亜季は、総務部の五木耕司の恋人のさーちゃんをハッピースマイルで目撃し、彼女こそ、「カメレオンティー」の特許を出願した篠山瑞生であると気づく。
最終話
亜季は総務部の五木が恋人の瑞生に「カメレオンティー」の情報を渡したのではと疑い、北脇と協力して証拠探しを始める。しかし、北脇はハッピースマイルの田所との特許裁判に苦戦し、亜季も五木が情報を盗んだ証拠を掴めず、攻めあぐねる。瑞生が証人として出廷すると、彼女は北脇から本当に特許を開発したのか追及され明らかに動揺するが、田所のフォローでかわされてしまう。怪しい瑞生を調べるため、亜季はゆみやハッピースマイルに勤める大学時代の友人から情報収集するが、決定的な証拠を掴めない。そこで北脇の提案で「冒認出願の証拠が揃った」と亜季は罠を仕掛け、五木が偽の資料を覗き見していたことで、彼は情報を渡したことを認めるが、裁判での証言を拒まれる。亜季は諦めずに調査を続け、開発部と別のフロアのプリンターの使用履歴から、ついに五木が開発情報を持ち出した動かぬ証拠を探し当てる。証拠を突き付けられた五木は、特許のノルマに苦しむ瑞生を助けようと、つい情報を漏洩させたと打ち明け懺悔する。一方、ハッピースマイルの田所も瑞生から月夜野の営業秘密から特許を取得した経緯を聞き、月夜野への特許侵害の訴えを取り下げ、特許の無償譲渡を決める。「カメレオンティー」は無事発売され大ヒットを記録すると、北脇は月夜野の知財部に出向し、亜季と再び凸凹コンビを組むことになる。歓迎会で振舞われた名物の釜めしの味を、北脇は亜季のように擬音を使って表現するが、亜季から「それってパクリじゃないですか？」と突っ込まれるのであった。

### キャスト

#### 主要人物
藤崎亜季（ふじさき あき）
演 - 芳根京子
本作の主人公。「月夜野ドリンク」の開発部員。情報漏洩の疑いをかけられ、知的財産部に異動となる。 味覚や触覚、見た目の印象など感性的なものを、よく擬音を使って表現する。
北脇雅美（きたわき まさよし）
演 - 重岡大毅（ジャニーズWEST）
知的財産部・課長。親会社「上毛高分子化学工業」から出向してきた弁理士資格を持つ知財のプロ。
親会社では開発部員であったが自らの意思で弁理士となり、知財部に異動している。
猫好きであることから、ゆみの商標登録侵害の案件で弁理士の仕事を買って出た。板書の文字が小さい。
あえて特許出願しなかったことで「カメレオンティー」が特許侵害で販売中止となったことから、親会社に引き上げられるが、情報漏洩によるものと判明し、問題解決したことから、再び月夜野に出向され、亜季の元に戻ってくる。

#### 月夜野ドリンク
亜季の勤める中堅飲料メーカー。

##### 開発部
高梨伊織
演 - 常盤貴子
部長。亜季の元上司。かつて勤めていた企業から芹沢和馬に声をかけられ太陽新社に転職し、中野誠司の研究を手伝っていたが、芹沢に利用され中野の特許を奪う片棒を担ぐ形となり、中野に謝罪の手紙を毎年送っていた。その後月夜野に転職するが、自身の経験から会社の特許を芦沢のようなパテントトロールから守るため、木下社長や月夜野の親会社に訴え、知財部を設立することに尽力していた。
柚木さやか
演 - 朝倉あき
亜季の先輩。さっぱりとした性格の優秀な研究者。
窪地育哉
演 - 豊田裕大
亜季の同期。同じ大学のゼミ仲間だった亜季をライバル視する。
土居宏興
演 - 諏訪雅
飲料マニア。他社製品の分析が得意。
その他の開発部員
演 - 渡部純平（役名：町田）、木本千晴

##### 営業部
松尾和樹
演 - 高橋努
社交力の高いにぎやかな人物。長いものに巻かれるタイプ。
林、渡辺、井出
演 - 柴山美保、渥美友里恵、本間弘樹
営業部の社員。

##### 総務部
五木耕司
演 - 渡辺大知
紳士的かつ誠実で、優しいことから社内での人望が厚い人物。
ハッピースマイルの「カメレオンティー」の特許に関する冒認出願の資料があると、亜季が嘘をついて置いた資料を盗み見したことから情報漏洩に関与していたと判明し、そのことを知られた上で、「僕はいい人間でないと」情報漏洩について裁判で証言できないと亜季に告げる。しかし、窪地がカメレオンティーの特許資料を開発部と別のフロアのコピー機から印刷したものを盗んでいたことが亜季の調査により判明し、その証拠を突き付けられると、観念して特許ノルマに苦しむ交際相手の瑞生のために情報漏洩したことを認め、これほど大事になると思わなかったと謝罪する。

##### 知財部 / 法務部
熊井崇
演 - 野間口徹
部長。事なかれ主義。親会社からの要請で新たに発足した知的財産部の部長を兼任する。
ハッピースマイルの田所が、北脇が敢えて特許出願しなかったことを愚の骨頂とこき下ろしたことに憤り、彼の判断を支持し、社員たちの商品開発に駆けた思いを無碍にしたくないと特許侵害で訴えられたことに受けて立つと啖呵を切る。

##### 社長室
木下康弘
演 - 相島一之
常務。先代社長の時代から勤務する古株。
増田一朗
演 - 赤井英和
社長。創立者である父の跡を継いだ2代目。

#### 又坂特許事務所
又坂市代
演 - ともさかりえ
所長。スゴ腕弁理士。北脇の知人。月夜野の特許担当の顧問で知財部に出入りし、お菓子の差し入れを持って現れる。
個人発明家たちの特許をパテントトロールから守るため、力を貸している。

#### ハッピースマイルビバレッジ
月夜野ドリンクのライバルメーカー。通称：ハッピースマイル。
田所ジョセフ
演 - 田辺誠一（第1話・第4話・第5話・第8話 - 最終話）
知的財産部の部長。弁理士の資格を持つ策士。月夜野のカメレオンティーの販売を阻止できる特許を篠山が開発したと考え、特許出願しなかった北脇を愚の骨頂と評したが、それが月夜野からの情報漏洩によりもたらされたものと判明すると、月夜野に謝罪した上、特許侵害の訴えを退け出願した特許を月夜野に無償譲渡する取り決めを交わす。
堀口健
演 - 橋本淳（第1話・第4話・第5話・第8話 - 最終話）
ハッピースマイルの社員。月夜野の特許出願や商標登録を妨害する。
篠山瑞生（ささやま みずき）
演 - 秋元真夏（第6話 - 最終話）
月夜野の五木の交際相手で五木からは「さーちゃん」と呼ばれている。
「カメレオンティー」の特許侵害の件でハッピースマイルを訪問した亜季が目撃し、ハッピースマイルの社員であることが明らかとなる。
憧れのハッピースマイルに入社できたものの、商品開発で特許発明のノルマが重くのしかかることに苦しめられており、五木に悩みを打ち明けていたところ、彼から渡された「カメレオンティー」の開発情報を基に研究室で色の変わる紅茶を作り上げたのを上司に目撃され、特許出願されてしまいそれが漏洩技術と言いそびれてしまった。

#### 亜季の関係者
根岸ゆみ
演 - 福地桃子
亜季の親友で、同じ高校のソフトボール部出身。カフェ「フワフラワー」で働きながら、ハンドメイドのブランド「ふてぶてリリイ」を設立する。
他社「パリーク」に「ふてぶてリリイ」の商標を先に登録されたことから権利侵害で訴えられ、亜季の助言で他社の商標登録より先に「ふてぶてリリイ」を扱っていた証拠を揃える準備を進め、北脇に弁理士の業務を依頼する。顔がイケメンとの理由から、北脇に好意を寄せる。
実家は地元の名物の釜めし屋を営んでおり、北脇が再び月夜野に出向となった際の歓迎会で、大量発注された釜めしの月夜野への配達を手伝っている。

#### ゲスト

##### 第1話（ゲスト）
青木香苗（あおき かなえ）
演 - 佐々木史帆（最終話）
ハッピースマイルの開発部の研究員。亜季の大学時代のゼミ仲間。亜季と同窓会で再会後、亜季たちが開発していた飲料ボトルをコーティングする特許（通称：キラキラボトル）を先行出願する。
カメレオンティーの特許の件で、篠山がどうやってあんなすごい発明が出来たのか社内で噂になっていたと、亜季に教えてくれる。
ソフトボール部の監督
演 - 中畑清
亜季とゆみの高校時代のソフトボール部の監督。
ハッピースマイルの社員
演 - 水木梨乃
ハッピースマイルを訪問した高梨と亜季を田所の元に案内する。
CMタレント
演 - 保科有里
増田社長が出演する月夜野ドリンクの看板商品「緑のお茶屋さん」のCMで共演する和服姿の女性。

##### 第2話（ゲスト）
落合順吉
演 - でんでん
落合製菓食品の社長。月夜野ドリンクの「緑のお茶屋さん」と類似するチョコレート「緑のおチアイさん」を販売する。
私財を投げうって高齢化が進む地元・千葉県の上総緑町の商店街を守るなど地域貢献に熱心な人物で、みんなに喜んでもらえればとパロディ商品を作っていた。
落合良平
演 - 袴田吉彦
落合製菓食品の社員。順吉の息子。北脇が著作権侵害で訴訟を起こすと告げると、緑町の落合さんだから「緑のおチアイさん」にしただけで商品が偶然似ただけだと、著作権の侵害を否定する。
落合桃子
演 - 川面千晶
落合製菓食品の社員。良平の妻。
緑町の老人
演 - 小高三良（役名：斉藤）、加藤四朗
町の施設で足湯に浸かっていたところを、落合社長から病院に検査に行ったか声を掛けられる。
ヒロト、ミキ
演 - 加藤叶和、柿本りーね
緑町のこどもたち。町のイベントで自分たちが書いたイラストがプリントされたクッキーを落合社長たちから振舞われる。
神奈月
演 - 神奈月（本人役、ノンクレジット）
ものまねタレント。亜季がパロディとパクリの違いを考えていた時にテレビに映る。
女子高生
演 - 色葉ゆめ、菅沼柚奈（どちらも写真出演）
「ふてぶてリリイ」のバッグを愛用している女子高生。

##### 第3話（ゲスト）
今井
演 - やついいちろう（エレキコミック）
農園「今井ファーム」の主人。柚木のスムージー開発に協力する農家。ミルクではなく、ライスミルクを使ったスムージーを亜季たちに振舞ったことで、先行特許に抵触しないスムージーの製法を亜季に閃かせる。
商品開発担当
演 - 西野大作
カフェチェーン「オレンジリーフカフェ」の商品開発担当。月夜野ドリンクがプレゼンしたライスミルクを使用した柚木のスムージーと、窪地の開発したスムージーを評価し、窪地の提案したスムージーを採用する。
柚木の姪
演 - 善明心采
アレルギーで飲食するものが限定されており、彼女が飲めるスムージーを作ることが、柚木の開発の原動力のひとつとなっていた。

##### 第4話（ゲスト）
ドキドキ土器子
演 - 北香那
縄文土器マニアのインフルエンサー。縄文女子。縄文土器に描かれた模様から生まれ、新ドリンク開発プロジェクトのイメージキャラクターとなった「ツキヨン」を広めた。
ハッピースマイルから商標登録に関して問い合わせがあったため、みんなが「ツキヨン」が使えなくなるのかと先に問い合わせした亜季に質問してくる。
司会
演 - 馬場ももこ
市原市立郷土資料館で開かれたドキドキ土器子のトークショーの司会者。
白瀬笑実
演 - 金澤美穂
上毛高分子化学の知財部員。「ツキヨン」の商標をレーザープリンターに使用するので、月夜野は商標登録しないようにと通達する。
浅田蓮
演 - 阿部翔平
上毛高分子化学の広報担当。区分で月夜野と重複しないように商標登録して欲しいと亜季から申し出を受ける。
北脇から「ツキヨン」の商標をコラボ展開で売り込む提案を受け、それを進めるように指示する。
南祐樹
演 - 吉村界人
上毛高分子化学の開発部員。北脇の同期。北脇がかつて開発部員であったことを亜季に明かす。
アナウンサー
演 - 伊藤大海（日本テレビアナウンサー）
ハッピースマイルが公共物の「ツキヨン」の商標登録をしたことで、非難が殺到しSNSが炎上しているニュースを伝える。

##### 第5話（ゲスト）
有田仁美
演 - 小野ゆり子
特許庁の審査官。窪地の甘酒の特許は、学術的根拠の裏付けがないため、特許を認めることができないと、相談に訪れた亜季に告げる。
しかし、分割出願で「発酵」「醸造」の2つの特許のうち、裏付けが不要な「発酵」に絞った特許の出願を亜季から相談されると、優れた特許として認められるとの私見を述べる。
窪地の兄にフラれた私的なわだかまりから窪地の甘酒の特許を認めなかったと思われたが、逆に窪地の兄をふっており、上司の意向に沿ったため、認めようとしなかった。
窪地政宗
演 - 板橋駿谷
窪地の兄。関東薬科大学の准教授。仁美の元恋人。プライドが高く高圧的な人物で、月夜野のような三流の会社には協力する価値がないと、亜季から依頼された窪地の甘酒の特許を通すための学術的根拠のデータ分析の協力を拒む。
須藤
演 - 水澤紳吾
特許庁の仁美の上司。窪地の甘酒の特許を認めると、芋づる式に他の特許も認める状況になり、同じような特許を出願しようとしている企業（ハッピースマイル）と係争問題に発展することを危惧し、仁美に窪地の甘酒の特許を認めないように釘を刺す。
ポスターモデル
演 - 土方エミリ
ムーンナイトプロジェクトとカメレオンティーを告知するポスターに映る女性モデル。
特許庁の職員
演 - 鈴木達也
亜季から有田に取り次いでほしいとの電話を受ける。
佐藤
演 - 佐藤純也（特許庁職員）
朝、有田と共に出勤した特許庁の職員。
村上
演 - 村上寿子
有田が協力したことで、無事、出願した特許が認められた女性。

##### 第6話（ゲスト）
道重若菜
演 - 桜井日奈子
松果大学の院生。五木の後輩。「ジュワっとフルーツ・スパークリング」を、月夜野の開発部と共同開発中。
特許の取得に必要な「新規性」が失われるので、特許出願まで学会発表を待ってほしいと北脇たちに説得されると、自身の研究実績のアピールを諦め、共同開発の打ち切りを申し出る。
炭酸飲料特有のエグさを克服している特許性を裏付けできるよう、北脇から官能評価を提案されると、パネリストの評価結果をデータ化した資料を短期間で作成し特許出願を実現したことで、「日本飲料科学工学会」の学術総会で発表できるようになる。
狩野（かのう）
演 - 若林時英
松果大学の院生。道重の後輩。共同開発の契約で特許出願まで研究内容を発表できないことを、アイデアを金で買うのかと憤る。
博士課程を修了する道重が助教として大学に残れるよう、彼女が実績を残すための学会発表に拘っていた。
西
演 - 織田梨沙
松果大学の院生。道重の後輩。
小日向
演 - 綾田俊樹（第8話）
松果大学の教授。道重たちの所属する研究室の指導担当。15年ほど前、イギリスにいたころに読んだ学会誌で「乳酸菌の組み合わせに関する研究」という「総合発明企画」が月夜野に1億円の和解金を要求してきた「009特許」の先行文献を読んだ記憶があると月夜野に連絡してくれる。
大学生
演 - 森航佑、藍川きあら、佐藤夕璃、きばほのか
松果大学と共同開発した「ジュワっとフルーツ・スパークリング」の試飲会に参加した大学生。

##### 第7話（ゲスト）
今宮
演 - 岩谷健司
今宮食品の社長。特許取得を謳う青汁の試飲会を開き、違法すれすれの定期購入を呼びかける。後の調査から特許は青汁そのものでなく、青汁のスティック梱包の特許で、青山製薬堂の特許を無断使用していると判明する。そのため虚偽表示の罪、他社の特許侵害を又坂から指摘されると、特許をありがたがる無知な人間を相手にすることが金になると開き直るが、その様子を亜季が忍ばせた遠隔カメラの映像で購入者たちが目撃し、商品の返却と返金を訴え騒ぎ出したことから社員たちと会場から逃げ出す。
芹沢和馬
演 - 鶴見辰吾（第8話）
「総合発明企画」代表。今宮食品のアドバイザー。個人発明家から特許を買い叩き、他社にライセンス料を求めたり、訴訟を仕掛け利益を得ようとするパテントトロールとして今宮社長を指南する。
今宮食品から「009特許」を買い取り、月夜野の製品「ぐるっとヨーグル」が特許侵害していると訴訟を起こし、1億円の和解金を支払えば訴訟を引き下げると月夜野に持ち掛けてくる。
しかし月夜野が全力をあげて15年前にイギリスの学会誌で発表された先行文献を探し出し、又坂から太陽新社時代に中野が出願したはずの特許を出願人名義変更届、手続補正書で名義人を変更していた証拠を突き付けられ、中野のように特許を奪われた研究者から集団訴訟で和解金を求められることになると責め立てられると、木下社長が渡した交通費だけを受け取り無言で引き上げる。後日、総合発明企画を畳み他社にも行っていた全ての訴訟からも手を引く。
中野誠司
演 - 板尾創路（第8話）
又坂の大学時代の先輩。研究者。太陽新社から協力を求められた研究が特許を取得するが、権利者は自分ではなく他人で、発明を奪われ、他の発明も安く買い叩かれてしまい、ショックで大学を去ってしまう。そのため、彼と同じような被害者が出ないよう又坂は弁理士を志した。
特許出願時には発明者として書類に自分の名前を書いた記憶があると、訪ねてきた又坂に証言したことから、パテントトロールとして暗躍した証拠を残さなかったはずの芦沢が、出願人名義変更届、手続補正書を特許庁に提出し、特許略奪に関与していた証拠を見つけ出すことに繋がる。
青山理恵
演 - ふせえり
青山製薬堂の経営者。青汁の飲みやすさに寄与する製法の特許を夫が取得するが、夫が亡くなってからは社名が残るだけの休眠状態で死蔵特許となり、今宮食品に無断使用されていた。
特許侵害を訴えるよう又坂や亜季から促されるが裁判をする余裕がないとそれを断る。そのため、月夜野は彼女から青汁の製法の特許を買い取り、今宮食品を訴える。また、青汁の共同開発の話を持ち掛けられる。
主婦
演 - 誠子（尼神インター）
青汁の試飲会に参加した女性。今宮が購入者を騙して青汁を販売していると明かす様子を亜季が忍ばせた遠隔カメラの映像から知り、商品の返却と返金を求める。
小売店の店員
演 - 般若
小売店「マルシン」の店員。月夜野が今宮食品の特許を侵害していると書かれたビラを受け取ったと、営業の松尾に教える。
試飲会の参加者
演 - 世志男、野口雅、森田ガンツ、羽野敦子
青汁の試飲会の参加者。今宮が購入者を騙して青汁を販売していることを知り、商品の返却と返金を求める。
今宮食品の社員
演 - 白石直也、横瀬智也、中村公隆
青汁の購入者たちが商品の返却と返金を訴え騒ぎ出し、今宮社長と一緒に会場から逃げ出す。

##### 第9話（ゲスト）
ハナモ
演 - 山崎静代（南海キャンディーズ）
人気イラストレーター。以前描いたキャラクター「月夜ウサギ」のイラストを月夜野に無断で使用されたとSNSに投稿し波紋が広がる。
月夜野を訪れキャラクターの使用に不満をぶつけ、契約上問題がないと説明されても納得がいかない様子であったが、亜季からイラストのファンであると説明され、亜季が描く北脇をモデルにしたハリネズミのイラスト「むっくん」を見せられると亜季の発言を信じ、自分が契約を読み間違っていたとSNSで発信し、「カメレオンティー」の販売を応援するコメントを送る。
女性客1、女性客2
演 - 澤奈央、藤井千帆
「ふてぶてリリイ」の来店客。ハナモがイラストを無断利用されたと訴えている件について、篠山瑞生と話をする。

##### 最終話（ゲスト）
水本宏
演 - 池田良
「カメレオンティー」の特許侵害裁判の月夜野の代理人弁護士。
裁判長
演 - 村上航
「カメレオンティー」の特許侵害裁判の担当判事。
開発部員
演 - 黒木俊穂
ハッピースマイルの篠山の上司。五木が渡した「カメレオンティー」の開発情報を基に篠山が研究室で作った紅茶の色が変わる様子を目撃し、すぐに特許にすべきだと特許出願してしまう。

### スタッフ
- 原作 - 奥乃桜子『それってパクリじゃないですか? 〜新米知的財産部員のお仕事〜』（集英社オレンジ文庫刊）
- 脚本 - 丑尾健太郎、佃良太[67]
- 音楽 - 富貴晴美[67]
- 主題歌 - AARON「ユニーク」（ユニバーサルシグマ）[68]
- オープニング曲 - ジャニーズWEST「パロディ」（ジャニーズ エンタテイメント）[69]
- 演出 - 中島悟、内田秀実、鯨岡弘識[67]
- 弁理士監修 - 西野卓嗣（西野特許事務所）[70]
- 特別取材協力 - サントリー
- 飲料取材協力 - サーフビバレッジ
- ボトル取材協力 - 日本山村硝子[71]
- 研究室取材協力 - 日本工学院八王子専門学校 応用生物学科
- 飲料開発所作指導 - 西原賢二郎、西原佐栄
- サウンドデザイン - 石井和之
- 特殊造形 - 梅沢壮一[72]
- 特殊視覚効果 - 泉谷修
- チーフプロデューサー - 三上絵里子[2]
- プロデューサー - 枝見洋子[2]、森雅弘[2]、岡宅真由美（アバンズゲート）[2]
- 制作協力 - AX-ON[2]、アバンズゲート[2]
- 製作著作 - 日本テレビ

### 放送日程
| 各話                                                                        | 放送日  | サブタイトル     | ラテ欄                                       | 脚本              | 演出     | 視聴率 |
| --------------------------------------------------------------------------- | ------- | ---------------- | -------------------------------------------- | ----------------- | -------- | ------ |
| 第1話                                                                       | 4月12日 | 盗まれた発明     | 知的財産って何? 痛快…パクリ撃退ドラマ!?      | 丑尾健太郎        | 中島悟   | 6.0%   |
| 第2話                                                                       | 4月19日 | パクリとパロディ | 知財部始動! パロディか…パクリか問題に挑め    | 丑尾健太郎        | 中島悟   | 4.5%   |
| 第3話                                                                       | 4月26日 | 侵害予防調査     | 先輩の大切な開発をパクリ商品にしない方法!    | 丑尾健太郎        | 内田秀実 | 4.3%   |
| 第4話                                                                       | 5月03日 | 商標出願の勝者   | 上司はスパイ!? 知財の原点 富士山は誰のもの!? | 佃良太            | 内田秀実 | 3.4%   |
| 第5話                                                                       | 5月10日 | 調整の樹海       | 堅物上司と霞が関デート!? 許されぬ特許のワケ  | 丑尾健太郎        | 中島悟   | 4.2%   |
| 第6話                                                                       | 5月17日 | ヤバイで特許出願 | 2人はいい感じ? 情熱と冷静の間のビジネス!     | 丑尾健太郎 佃良太 | 鯨岡弘織 | 3.7%   |
| 第7話                                                                       | 5月24日 | 特許の怪物、現る | 潜入捜査で大ピンチ!? ネコ好きは会社を救う!   | 丑尾健太郎        | 内田秀実 | 3.7%   |
| 第8話                                                                       | 5月31日 | 本物の怪物       | 上司の過去は特許の悪魔!? 1億の代償と退職届   | 丑尾健太郎        | 中島悟   | 4.3%   |
| 第9話                                                                       | 6月07日 | 完璧上司の涙     | 私たちはパクリじゃない! 最後の戦いの始まり   | 丑尾健太郎 佃良太 | 鯨岡弘織 | 3.9%   |
| 最終話                                                                      | 6月14日 | 守るべきもの     | 目に見えない物の価値…彼は私が救います!       | 丑尾健太郎        | 中島悟   | 4.3%   |
| 平均視聴率 4.2%（視聴率はビデオリサーチ調べ、関東地区・世帯・リアルタイム） |         |                  |                                              |                   |          |        |

### その他
- 放送終了後の2023年7月1日、『弁理士の日』を記念して都内で開催された『弁理士の日記念講演会・表彰式』にて、「弁理士や知的財産をドラマで取り上げていただき、多くの方々に弁理士の存在や役割をアピールしていただいた」と日本弁理士会より番組スタッフに感謝状と記念品が授与された[76]。

| 日本テレビ系 水曜ドラマ                            | 日本テレビ系 水曜ドラマ                                   | 日本テレビ系 水曜ドラマ                            |
| 前番組                                             | 番組名                                                    | 次番組                                             |
| -------------------------------------------------- | --------------------------------------------------------- | -------------------------------------------------- |
| リバーサルオーケストラ （2023年1月11日 - 3月15日） | それってパクリじゃないですか? （2023年4月12日 - 6月14日） | こっち向いてよ向井くん （2023年7月12日 - 9月13日） |